# 吉尔·布拉斯
《吉尔·布拉斯·德·桑蒂亚纳传》（法語：L'Histoire de Gil Blas de Santillane，[listwaʁ də ʒil blɑ də sɑ̃tijan]，通称《吉尔·布拉斯》）是18世纪法国作家阿兰-勒内·勒萨日所著的长篇流浪汉小说。讲述了一个天真无知的西班牙青年冲破封建社会的障碍与束缚，最终过上幸福生活的故事。

## 情节概要
吉尔·布拉斯是出生在西班牙北部坎塔布里亚地区滨海桑蒂亚纳（Santillana）的贫苦青年。但他天资聪慧，17岁时在舅舅帮助下，从奥维耶多前往萨拉曼卡大学求学。一路上，他遭遇了土匪、骗子和强盗，甚至误入土匪窝，暂时与这些坏人成为同伙。在逃脱匪窝后，又被一女骗子骗取了钱财。在垂头丧气之际，他偶遇舅舅老友的儿子法布里斯。在法布里斯帮助下，吉尔·布拉斯开始重新寻找职业。他先后做过大司铎的佣人、医生的助手、侯爵夫人的侍从、公子的男仆、大主教的秘书等。在被虚伪的大主教逐出家门后，他依靠学到的本领，成为了马德里朝廷首相的秘书，并受到了赏识和重用。此后，吉尔·布拉斯便开始以自己首相秘书的身份帮人买官办事，贪图钱财，对老家的亲人置之不理，最后还失去了好朋友法布里斯。最后，吉尔·布拉斯在经历一些事情后突然醒悟，回到老家探亲。不料，乡亲们却认为他不孝，欲投石砸他，但幸得母亲相救。在安顿好母亲后，吉尔·布拉斯离开家乡来到一个城堡，过上了幸福安逸的生活。

## 分析
全书分两次出版，前后相隔二十年。第一、二部出版的1715年正是法国国王路易十四去世，路易十五即位的一年。小说里反映的是那两个朝代真实的法国社会。勒萨日不用工笔描画，只用粗线条勾勒，通过他的举动言谈和不同的境地中的动作，就将吉尔·布拉斯的个性鲜明地表现了出来。

## 中译本
杨绛在译完《小癞子》后，怕荒疏了法文，就开始翻译《吉尔·布拉斯》。自1954年1月起，译文在《世界文学》分期发表。但杨绛自认为翻译得不够好，在经过了钱锺书的校对和磨合后，1955年才交付出版社。1956年1月，人民文学出版社出版初版，1962年9月再版。

### 主要版本
- [法] 勒萨日. 世界文学名著文库 , 编. . 世界文学名著文库. 由杨绛翻译 第一版 (人民文学出版社). 1956年 （中文）.
- [法] 勒萨日. 世界文学名著文库 , 编. . 世界文学名著文库. 由杨绛翻译 第二版 (人民文学出版社). 1962年  [2019-03-07]. ISBN 9787020017638. （原始内容存档于2019-03-08） （中文）.
- [法] 勒萨日. 世界文学名著文库 , 编. . 世界文学名著文库. 由杨绛翻译 (人民文学出版社). 1994年. ISBN 9787020017638 （中文）.

### 版本差异例析
| Quels gestes! quelles grimaces! quelles contorsions! Nos yeux étaient pleins de fureur, et nos bouches écumantes. |
| 译文： 1954年刊：“那样的手舞足蹈，那样的攒眉怒目，那样的扭腰折颈；我们眼中出火，嘴角飞沫”； 1956年本：“手舞足蹈呀！攒眉怒目呀！扭腰折颈呀！眼中出火，嘴角飞沫”； 1962年本：“比着手势，脸上做出怪相，还把身子旋呀扭呀。我们眼中出火，嘴角飞沫。” |

## 影响

#### 在其他文学作品中的提及
- 让-保罗·萨特：《恶心》
- 利奧波德·範·薩克-馬索克：《穿裘皮的维纳斯》
- 奥诺雷·德·巴尔扎克：《法西诺·凯恩（英语：Facino Cane）》
- 威廉·福克納：《寓言》（1954年）
- 狄更斯：《大卫·科波菲尔》第七章

#### 名人评价
- 爱伦·坡曾评价《吉尔·布拉斯》为“世界上最棒的叙事小说”[7]。
- 托马斯·杰斐逊将该书列为个人图书馆的推荐清单[8]。
- 阿图尔·叔本华将其评价为“世界上实际正在发生的故事”[9]。

## 图集

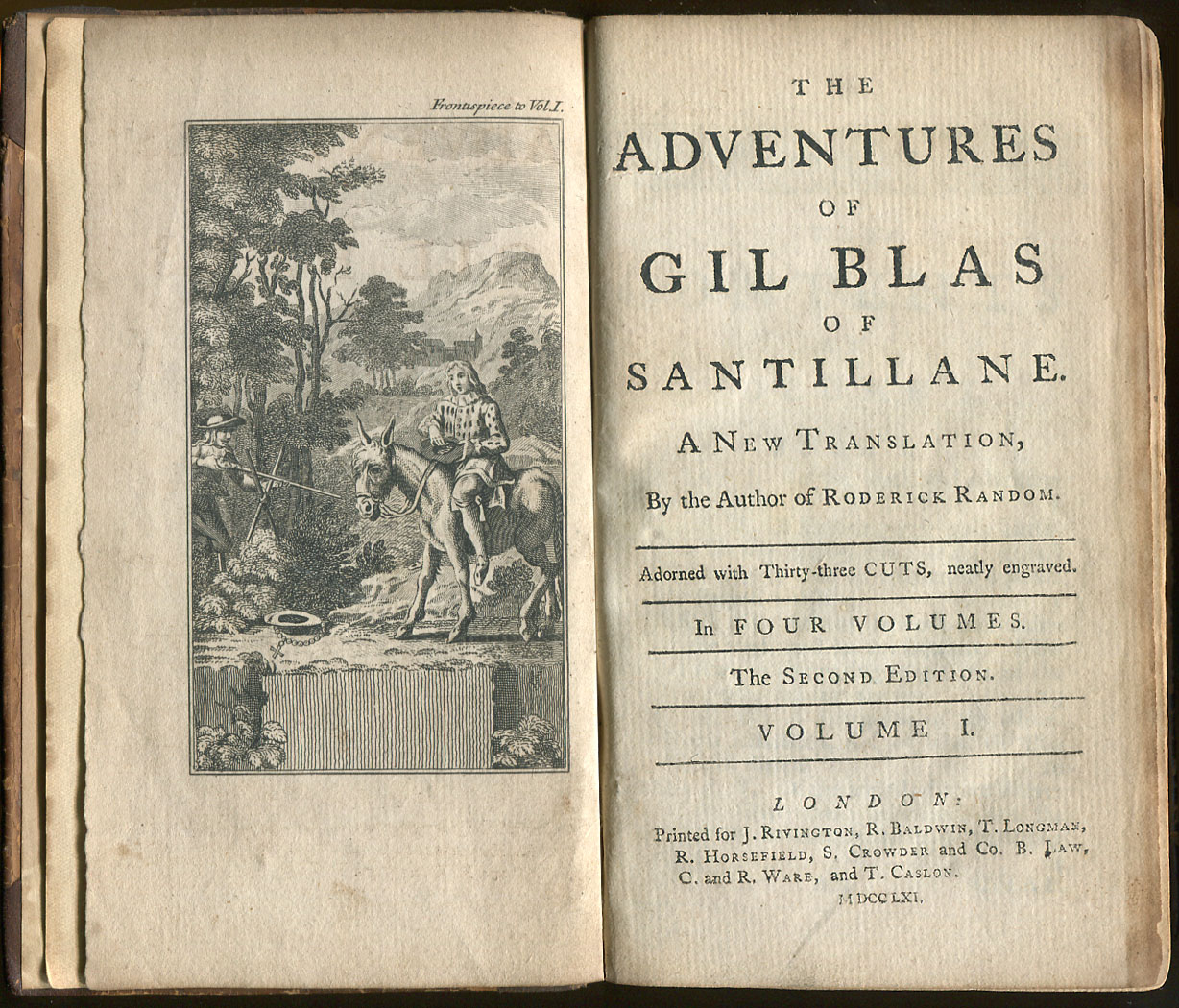
1761年英译本首页
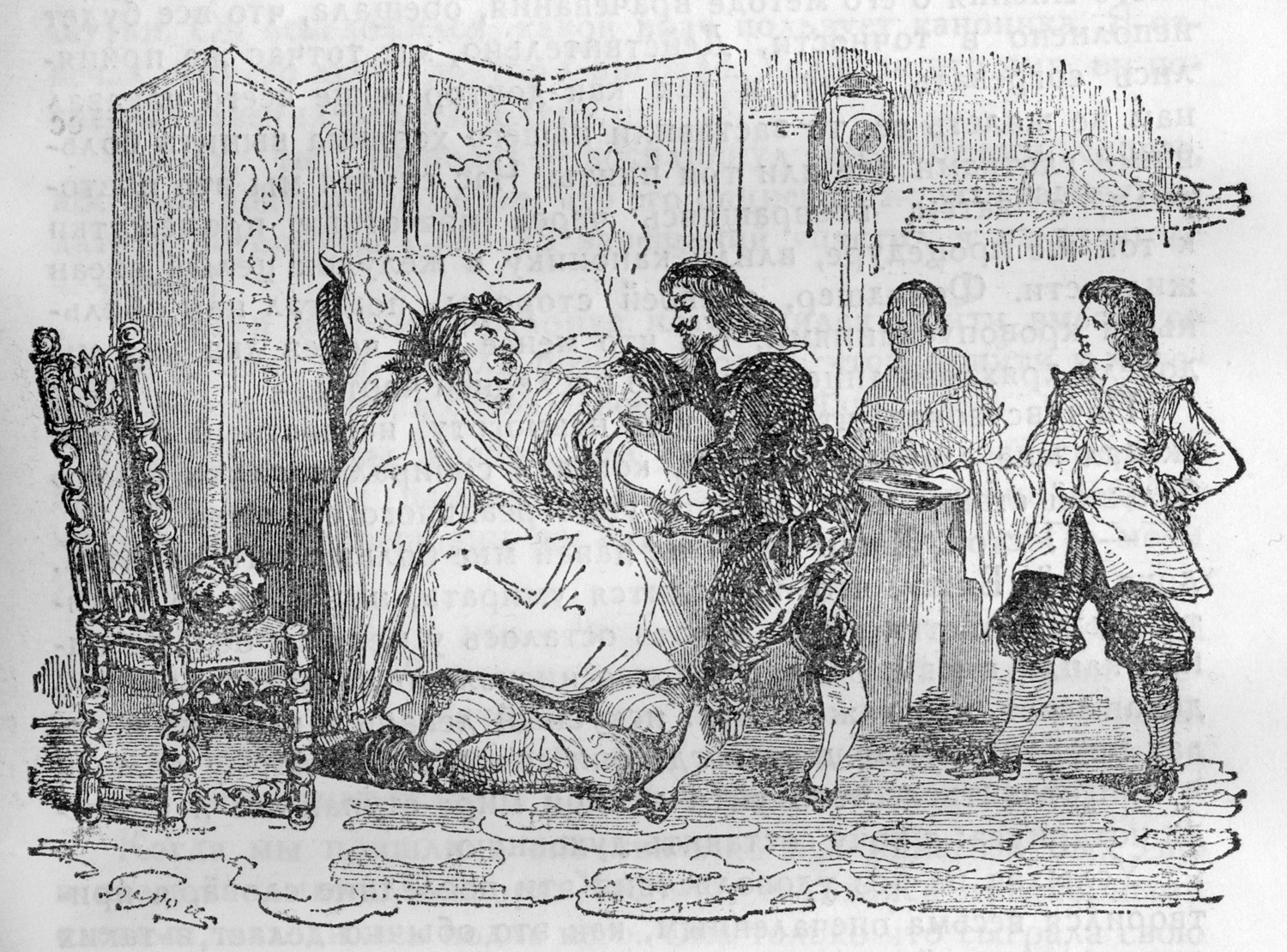
插图
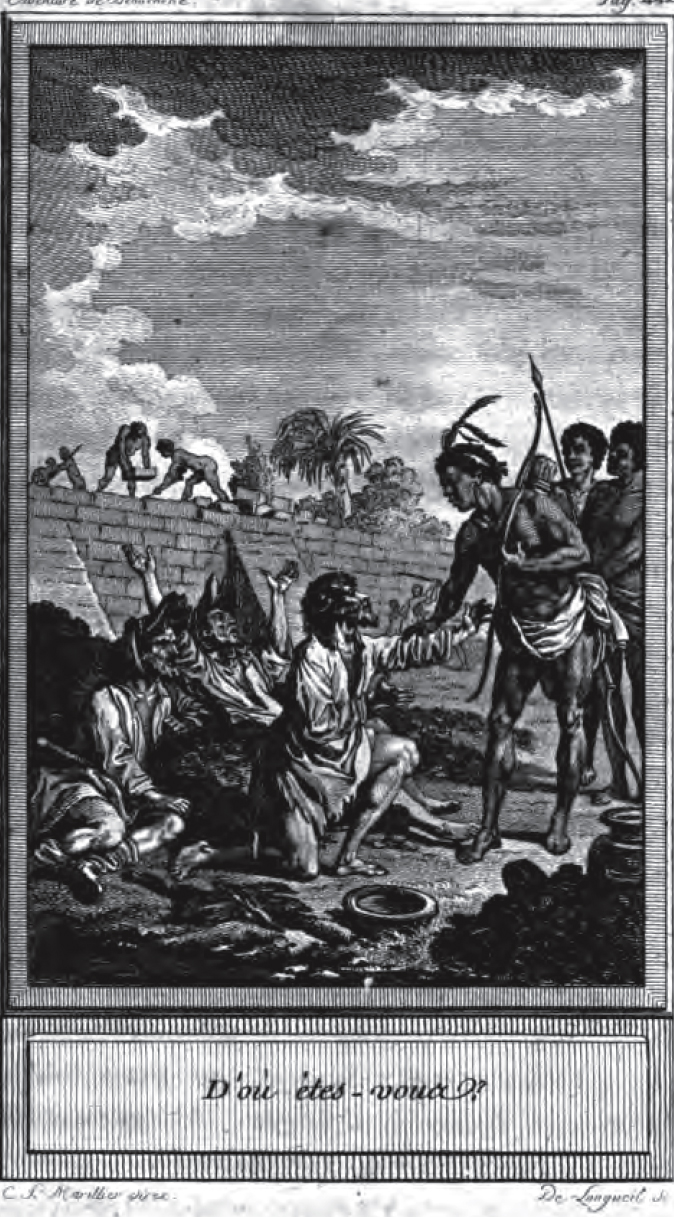
插图
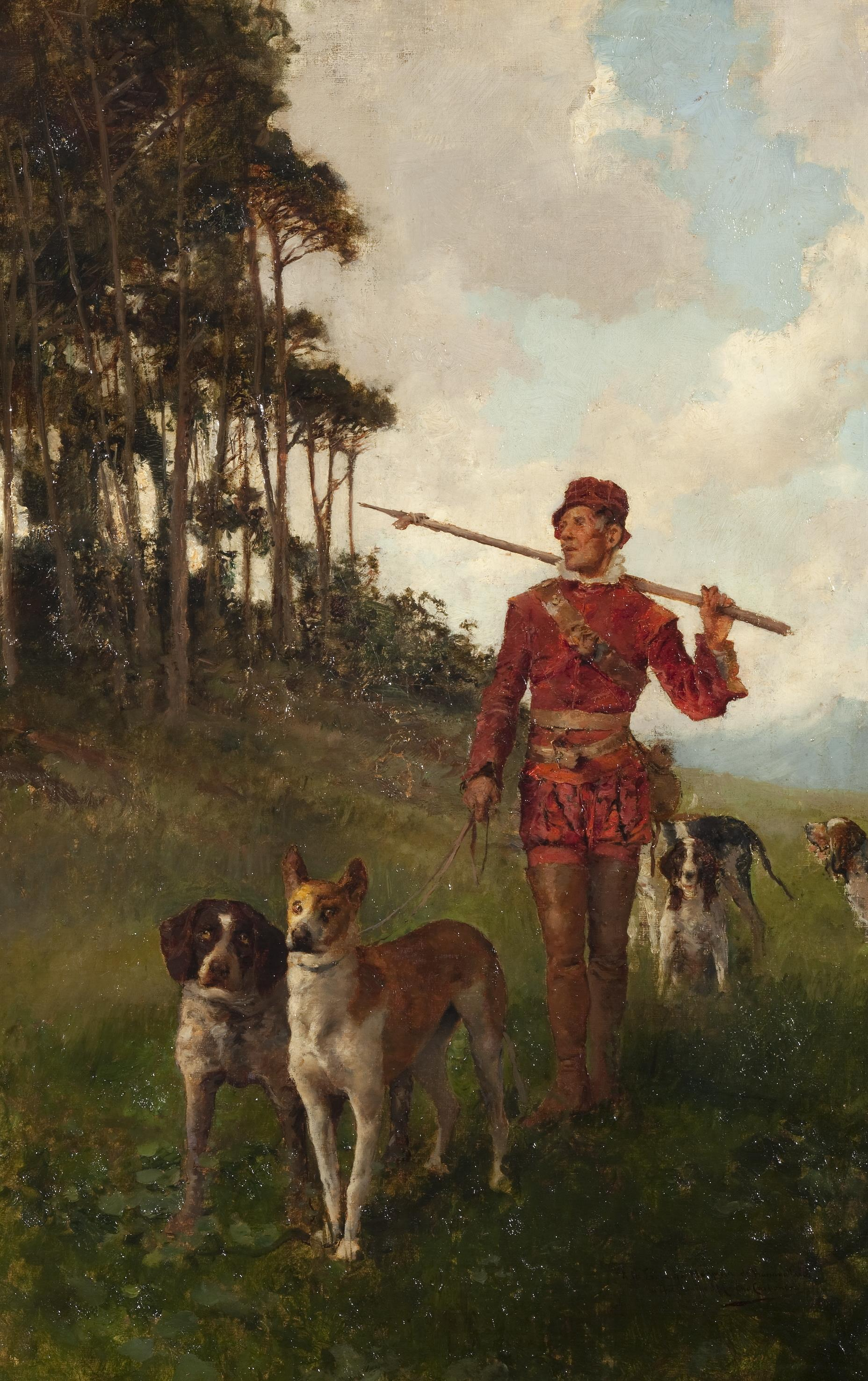
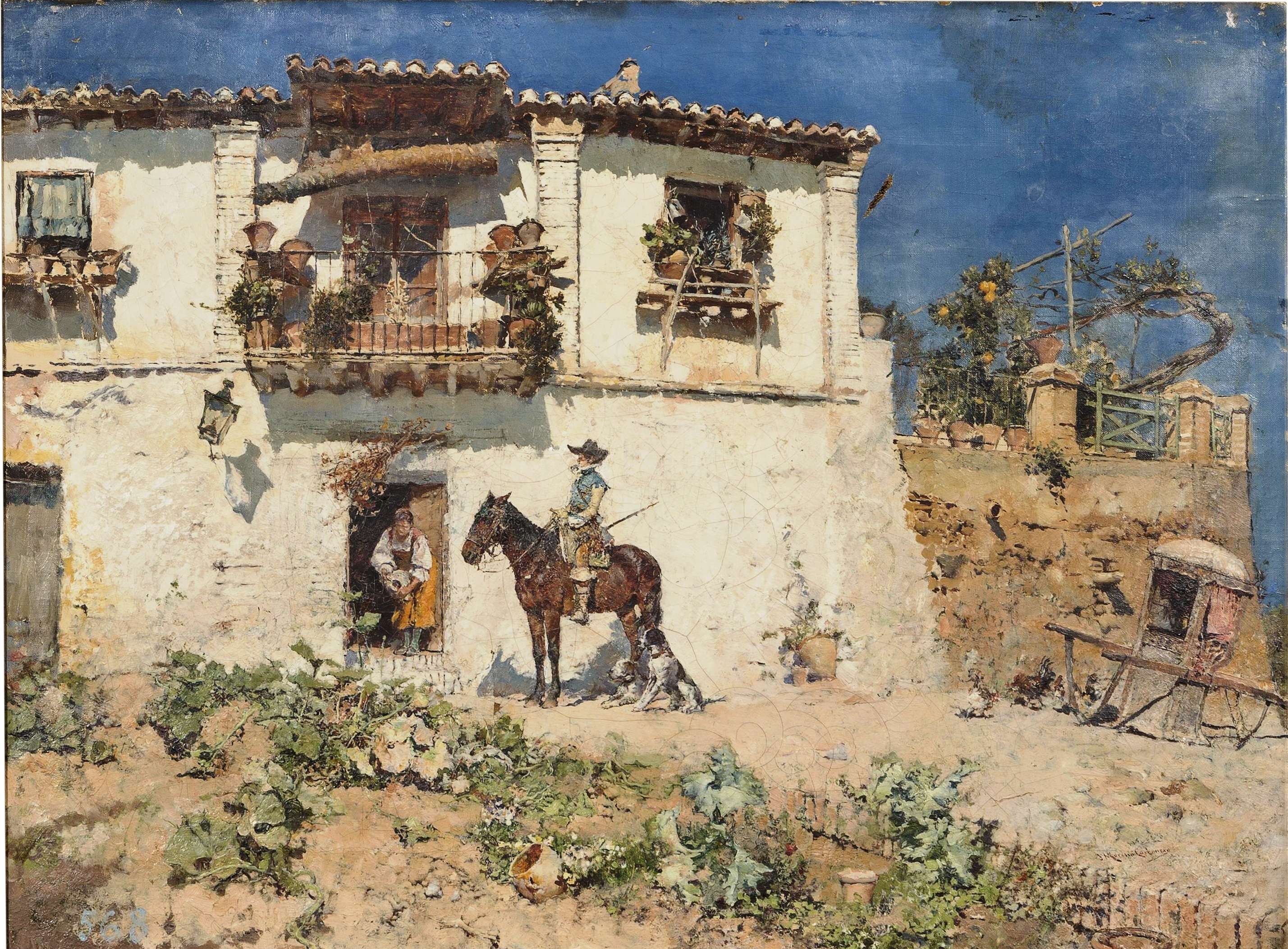
普拉多博物馆收藏的插图